# Лос-Анджелес
Лос-А́нджелес (англ. Los Angeles) — міська агломерація та порт на південному заході Каліфорнії, друге за чисельністю населення місто у США. Населення 3 928 864 (2014), з усіма передмістями — 18 351 929. Промисловість: аерокосмічна, електроніка, автомобільна, хімічна, поліграфічна, харчова, виробництво одягу. Особливості: Голлівуд, центр кіноіндустрії з 1911 року; обсерваторії в Маунт-Вілсон і Маунт-Паломар; Діснейленд; музей мистецтв Джона-Пола Гетті.
За результатами опитування, що провів журнал Forbes 2010 року, Лос-Анджелес потрапив до дванадцятки найкрасивіших міст світу.
Великий Лос-Анджелес складається з 86 міст, зокрема Лонг-Біч, Редондо-Біч, Веніс, Санта-Моніка, Бербанк, Комптон, Беверлі-Гіллз, Глендейл, Пасадіна, Ріверсайд, Помона і Торранс. Загальна площа — близько 10 тис. км².

## Історія
На прибережних територіях, які займає зараз Лос-Анджелес, у XVI столітті жили індіанці тонгва і чумаші. Перші європейці, що пристали до берега в районі нинішнього Лос-Анджелеса у 1542 році на двох кораблях «Сан Сальвадор» та «Ла Вікторія» (водотоннажністю 50 тонн кожне), були люди мореплавця Хуана Родрігеса Кабрільйо (лоцманом і заступником його був Бартоломе Феррело). Відпливши з Ла Навідад (Мексика) 27 липня 1542 року, Кабрільо висадився в бухті Сан Дієго 28 вересня. У той час на березі існувало індіанське село Янг-На. Сам першовідкривач помер 3 січня 1543 року і похований на острові Сан-Мігель, який назвали згодом його ім'ям Хуан Родрігес (Juan Rodriguez). Про своє плавання Кабрільо записав у журналі, який привіз його лоцман, і тепер він зберігається в одному з архівів Севільї (Іспанія).
Лише через 227 років тут висадилася наступна експедиція під керівництвом Гаспара Портола, у якій брав участь францисканський місіонер Хуан Креспі, що відзначив у своїх записках придатність місцевості для поселення. У 1771 році інший місіонер, Хуніперо Серра, заснував на цьому місці місію, названу на честь архангела Гавриїла. На той час на території сучасного Лос-Анджелеса існувало близько 30 поселень індійців тонгва, де проживало близько 3 тис. осіб. 4 вересня 1781 року, за наполяганням губернатора обох Каліфорній Феліпе де Неви, поруч з місією групи іспанських колоністів, що складалася з 46 осіб, було засновано селище під назвою Селище Діви Марії, цариці ангелів, на річці Порсьюнкула (ісп. El Pueblo de Nuestra Señora la Reina de los Ángeles sobre El Río Porciúncula). Кілька десятиліть нове поселення залишалося лише маленьким містечком, але до 1820 року це було вже найбільше світське поселення в Каліфорнії: тут жило 650 осіб.
Після проголошення незалежності Мексики Лос-Анджелес нетривалий час входив до її складу. Після поразки Мексики в американо-мексиканській війні місто перейшло до США за мирним договором 1848 року. У 1850 році Лос-Анджелес отримав офіційний статус міста.
У 1876 році Південна тихоокеанська транспортна компанія завершила будівництво залізничної колії до Лос-Анджелеса. Цитрусове плодівництво, особливо вирощування апельсинів, скоро стало основою місцевого господарства. За останні сорок років XIX століття населення зросло з 2,3 тис. до 100 тис. жителів. У 1892 році у районі міста були виявлені поклади нафти й до 1923 року на район Лос-Анджелеса припадала чверть всього світового виробництва цього вуглеводню. У 1913 році було завершено будівництво Акведука, який забезпечив водою зростаючий Лос-Анджелес. З 1920-х років у Лос-Анджелесі швидкими темпами почали розвиватися авіаційна промисловість і відкриватися кіностудії. У 1932 році місто прийняло X літні Олімпійські ігри.
Початок Другої світової війни додав новий імпульс розвитку міста. У цей період в місто переселився ряд німецьких діячів науки, культури і мистецтва, які тікали від нацизму (серед них Ліон Фейхтванґер, Томас Манн, Фріц Ланг, Бертольт Брехт та ін.). У 1942 році тисячі жителів Лос-Анджелеса японського походження були виселені в закриті табори за межі міста. Інтернування проводилося відповідно до урядового розпорядження № 9066, підписаного президентом Франкліном Рузвельтом.
У післявоєнні роки місто бурхливо розвивалося і росло вшир; будувалися численні транспортні розв'язки, хмарочоси. У 1984 році в Лос-Анджелесі знову була проведена літня Олімпіада, у якій не брали участі спортсмени з більшості країн соціалістичного табору.
У 1992 році в Лос-Анджелесі відбулися масові заворушення, найбільші з 1960-х років, спровоковані процесом над чотирма білими поліціянтами, викритими у побитті афроамериканця, але виправданими на суді. У заворушеннях знайшла вихід національна неприязнь, що накопичилася: головними жертвами натовпу стали корейські крамарі. Всього 55 осіб було вбито і 2 тис. поранено. Після шести днів безладів в місто були введені армійські підрозділи, зроблені понад 10 тис. арештів. У 1994 році місто пережило руйнівний землетрус, що пошкодив багато будинків та об'єктів міської інфраструктури. Після цих подій набрав сили рух за відділення Голлівуду і долини Сан-Фернандо від Лос-Анджелеса, але загальне голосування 2002 року не дозволило здійснитися цим планам.
В кінці XX — початку XXI століття багато кварталів міста (серед яких Голлівуд, Сільвер-Лейк, центральна частина міста, Корейський квартал) піддалися джентрифікації.

## Українці в Лос-Анджелес

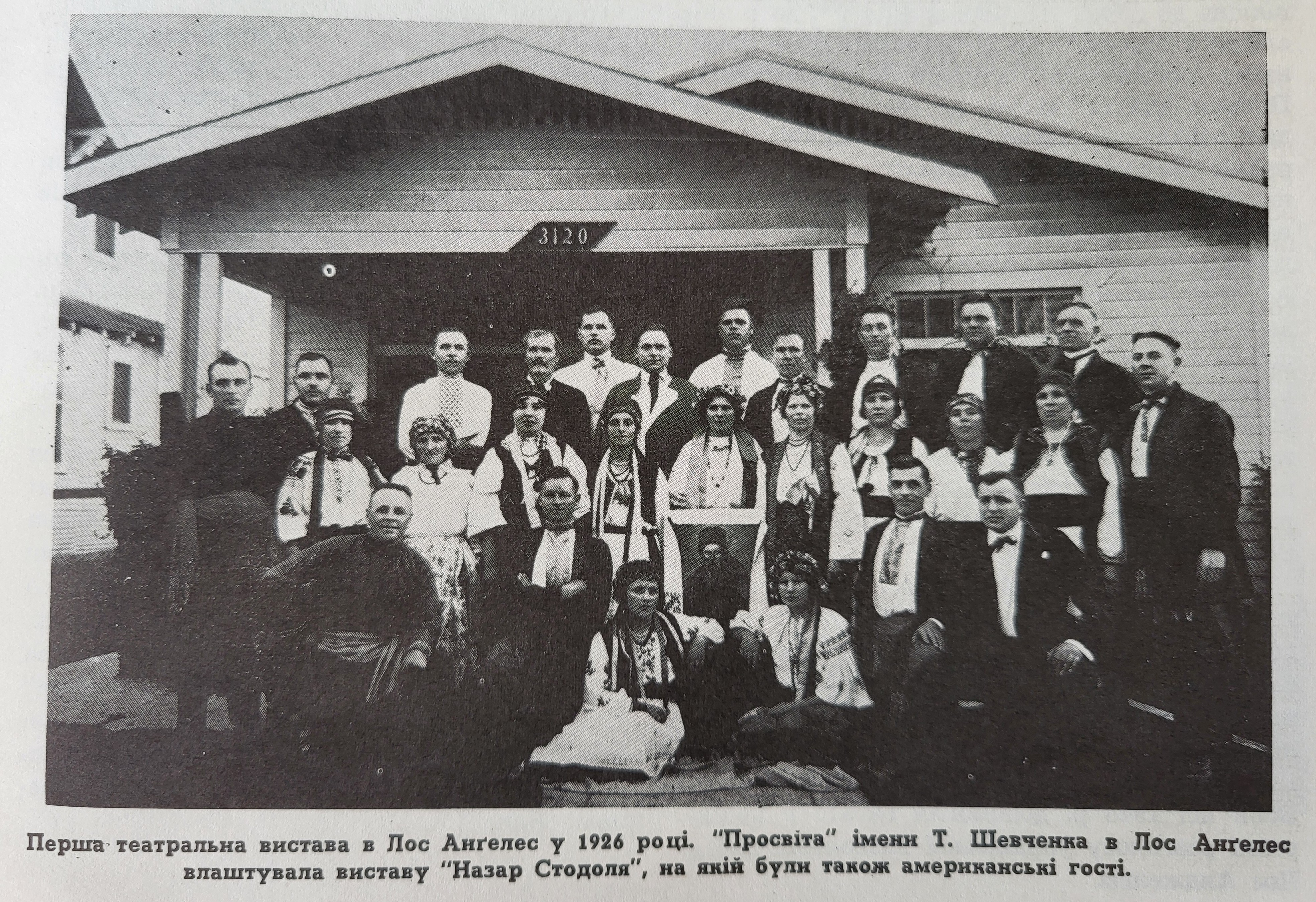
Перша театральна вистава в Лос Анджелес у 1926 році. «Просвіта» імени Т. Шевченка в Лос-Анджелес.

До 1938 року в Лос-Анджелес мешкали 150 українських родин, а від 1944 до 1948 року Українська Централя підтвердила в громаді 500 родин. На 1969 рік українці нараховували більше 3000 родин. Діяли такі організації як Просвіта, Народний Дім, Українсько — Американський Клуб, Українська Хата, Комітет визволення України, Український Культурний Осередок. Громада приймала активну участь у святкуваннях, патріотичних, культурних, релігійних і спортивних заходів. Виходила українська преса — «На Слідах» ілюстрований двомісячник, «Наше Слово» бюлетень Української Православної парафії Св. Андрія в Лос-Анджелес, «Вісті УКО» місячник Українського Культурного Осередку в місті, «Українці над Пацифіком» як сторінка до щоденника «Свобода». Розвивалися релігійні громади Українська Православна парафія Св. Володимира, Українська Католицька парафія Рождества Пресвятої Богородиці, Українська Православна парафія Св. Андрія, Перша Українська Евангельсько — Баптистська Церква. Діяли школи української мови та курси українознавства та Рідної Школи. Також залучала молодь танцювальна група «Калина» та Спілка Української Молоді і Пласт. Було організовано товариство бувших вояків Української Армії де гуртувалися колишні вояки Українських Січових стрільців, вояків Армії УНР, Української Галицької Армії, УПА, ДУНА. Українські інженери теж мали своє товариство з відділом в Лос Анжелес. Економічні потреби громади підтримувала Українська Кредитова Спілка.

## Географія

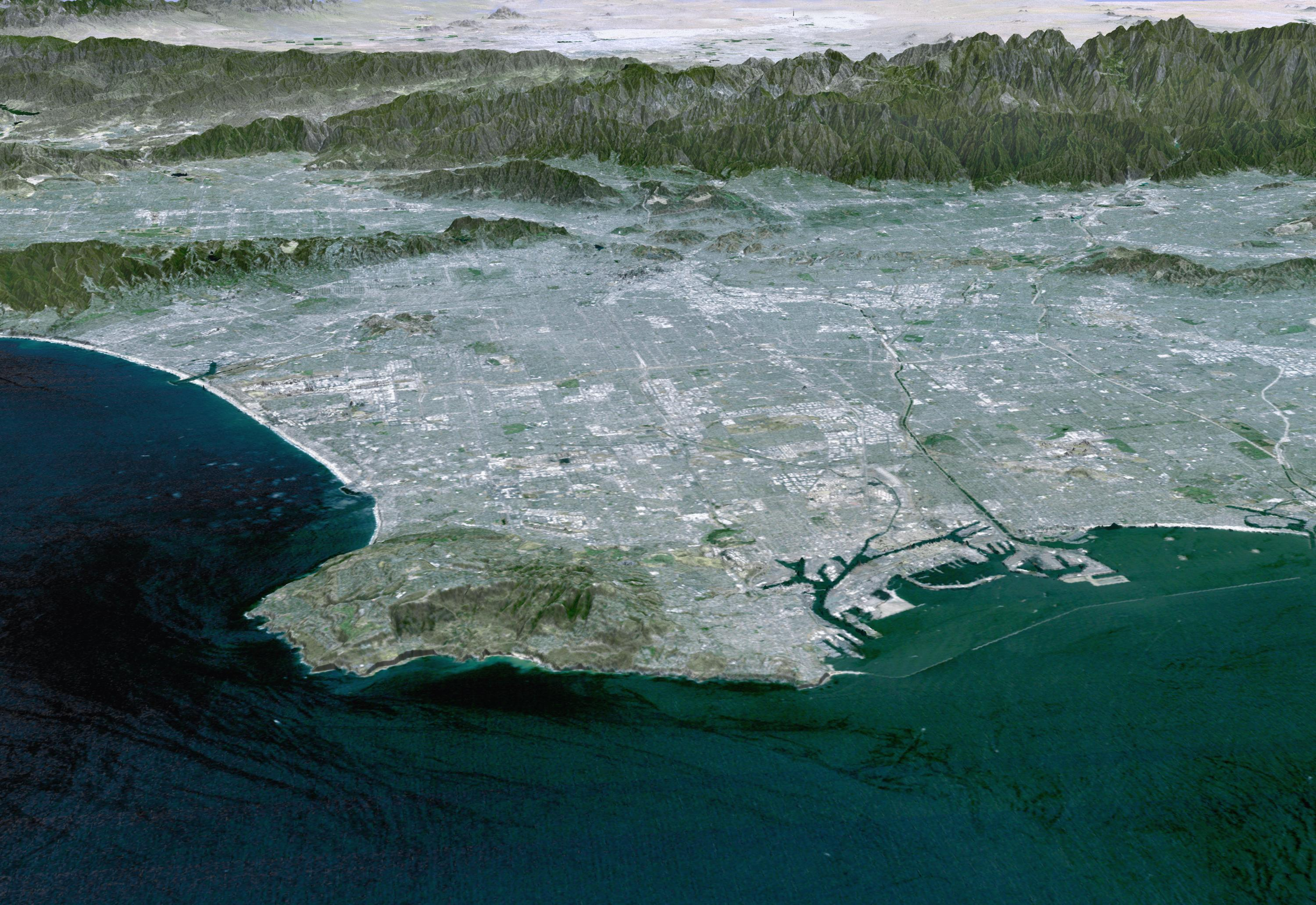
Район Лос-Анджелеса.

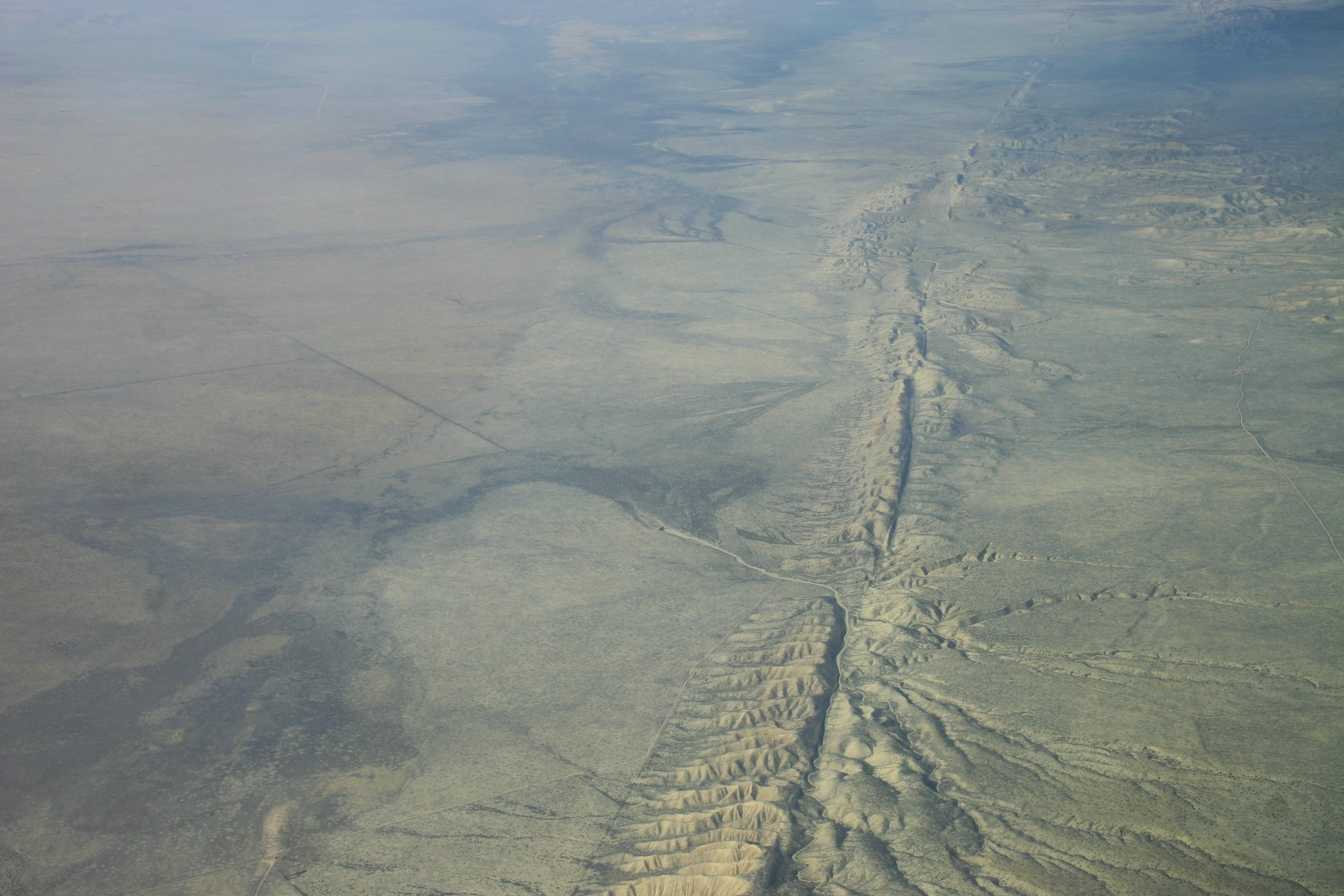
Аерознімок розлому Сан-Андреас.

За даними бюро перепису населення США, загальна площа Лос-Анджелеса становить 1290,6 км², у тому числі 1214,9 км² — суша і 75,7 км² — водні простори. Максимальна довжина міста з півночі на південь становить 71 км, зі сходу на захід — 47 км, протяжність міських кордонів — 550 км. Лос-Анджелес є єдиним великим містом в США, що поділено на дві частини гірським хребтом.
Найвища точка Лос-Анджелеса — гора Люкенс (1550 м), що розташована у північно-східному краї долини Сан-Фернандо. Найбільша річка міста — річка Лос-Анджелес, що бере початок в долині Сан-Фернандо (здебі́льша протікає в штучному бетонному руслі, під час посухи практично пересихає).

### Геологія
Лос-Анджелес знаходиться в активній сейсмічній зоні завдяки своїй близькості до розлому Сан-Андреас, і розлому Пунте-Гіллс, що проходить через саме місто. Останнім великим землетрусом став руйнівний землетрус 1994 року, епіцентр якого знаходився в північній частині долини Сан-Фернандо. Цей прояв стихії, який відбувся менше ніж через два роки після масових погромів у Лос-Анджелесі, став справжнім потрясінням для жителів Каліфорнії, завдавши матеріальної шкоди на багато мільярдів доларів.
Інші великі землетруси в XX столітті мали місце в цьому регіоні в 1933, 1971 і 1987. Як би там не було, більшість землетрусів, що відбуваються в районі міста, відчуваються лише як слабкі поштовхи (невеликі коливання реєструються сейсмометрами практично щодня).
У жовтні 2015 року агенція NASA опублікувала прогноз, що в найближчі три роки з імовірністю 99 % у районі Лос-Анджелеса трапиться землетрус магнітудою 5 або більше балів за Шкалою Ріхтера. За оцінками сейсмологів з Геологічної служби США, ймовірність землетрусу тієї ж сили в районі Лос-Анджелеса протягом трьох років оцінюється приблизно на 85 %. В липні 2019 року, поблизу міста Ріджкрест (230 км на північ від Лос-Анджелеса) сталися два землетруси магнітудою 6,4 та 6,9 балів.

### Клімат
Місто розміщене в зоні субтропічного середземноморського клімату, завдяки чому для регіону характерна м'яка, досить волога зима і тепле, навіть спекотне, найчастіше посушливе літо. Бризи, що дмуть з Тихого океану, роблять клімат в районах міста, прилеглих до берегової лінії, більш прохолодним влітку і теплішим взимку, у порівнянні з такими «континентальними» районами міста, як, наприклад, Долина Сан Фернандо (San Fernando Valley).
Денна температура влітку може сильно перевищувати 32 °C, при тому що середня максимальна зазвичай тримається в районі 29 °C; середня мінімальна нічна — зазвичай в районі 18 °C. Взимку вдень середня максимальна температура становить 21 °C, середня мінімальна нічна — близько 8 °C. Зафіксований за час спостережень температурний максимум склав 48,33 °C (22 липня 2006), мінімальна температура спостерігалася взимку 1989: −7,8 °C.
Дощі найхарактерніші для зимових і весняних місяців (лютий — найвологіший місяць). У середньому в Лос-Анджелесі за рік випадає 355,6 мм опадів (середня кількість днів з опадами — 35). Сніг у межах міста випадає рідко, у той же час гори, що оточують Лос-Анджелес, досить регулярно покриваються снігом. Завдяки кліматичним умовам, у деякі дні в Лос-Анджелесі можливо в один і той же день займатися і гірськолижним спортом і серфінгом.
| Клімат Лос-Анджелесу на узбережжі | Клімат Лос-Анджелесу на узбережжі | Клімат Лос-Анджелесу на узбережжі | Клімат Лос-Анджелесу на узбережжі | Клімат Лос-Анджелесу на узбережжі | Клімат Лос-Анджелесу на узбережжі | Клімат Лос-Анджелесу на узбережжі | Клімат Лос-Анджелесу на узбережжі | Клімат Лос-Анджелесу на узбережжі | Клімат Лос-Анджелесу на узбережжі | Клімат Лос-Анджелесу на узбережжі | Клімат Лос-Анджелесу на узбережжі | Клімат Лос-Анджелесу на узбережжі | Клімат Лос-Анджелесу на узбережжі |
| Показник                          | Січ.                              | Лют.                              | Бер.                              | Квіт.                             | Трав.                             | Черв.                             | Лип.                              | Серп.                             | Вер.                              | Жовт.                             | Лист.                             | Груд.                             | Рік                               |
| Абсолютний максимум, °C           | 32,8                              | 33,3                              | 35,0                              | 38,9                              | 41,1                              | 43,0                              | 46,1                              | 46,7                              | 45,3                              | 44,1                              | 38,3                              | 34,4                              | 46,7                              |
| Середній максимум, °C             | 18,7                              | 18,8                              | 18,6                              | 22,7                              | 25,6                              | 27,2                              | 31,1                              | 30,8                              | 29,8                              | 26,6                              | 21,3                              | 18,8                              | 21,3                              |
| Середня температура, °C           | 13,9                              | 14,4                              | 14,6                              | 16,0                              | 18,3                              | 21,1                              | 26,7                              | 25,5                              | 23,2                              | 21,4                              | 18,4                              | 14,2                              | 17,4                              |
| Середній мінімум, °C              | 8,8                               | 9,6                               | 10,3                              | 11,6                              | 13,5                              | 15,3                              | 17,1                              | 17,9                              | 17,3                              | 15,1                              | 11,6                              | 8,8                               | 13,1                              |
| Абсолютний мінімум, °C            | −2,8                              | 1,1                               | 1,7                               | 5,6                               | 7,2                               | 8,9                               | 11,1                              | 12,8                              | 10,6                              | 6,1                               | 3,3                               | 0,6                               | −2,8                              |
| Норма опадів, мм                  | 61.0                              | 63.8                              | 50.3                              | 18.3                              | 3.6                               | 0.8                               | 0.3                               | 3.8                               | 7.9                               | 8.6                               | 44.7                              | 42.2                              | 305.3                             |
| --------------------------------- | --------------------------------- | --------------------------------- | --------------------------------- | --------------------------------- | --------------------------------- | --------------------------------- | --------------------------------- | --------------------------------- | --------------------------------- | --------------------------------- | --------------------------------- | --------------------------------- | --------------------------------- |
| Джерело: World Weather            |                                   |                                   |                                   |                                   |                                   |                                   |                                   |                                   |                                   |                                   |                                   |                                   |                                   |

### Екологія
У зв'язку з географічним положенням міста, що робить його територію влучним місцем для виникнення температурних інверсій, а також значною автомобілізацією населення, Лос-Анджелес страждає від атмосферного забруднення, який проявляється у формі смогу. На відміну від інших забруднених міст, тут невеликий вміст сірчистого газу, але надзвичайно високий рівень бурого газу. Долина, у якій розміщується мегаполіс, утримує забруднення, що виділяються двигунами транспортних засобів і промисловими підприємствами. Смог з долини нерідко підіймається вище, у гори, де призводить до пошкодження та загибелі рослинності. Важливим негативним чинником є низька кількість опадів і затяжні літні посухи — в інших мегаполісах опади сприяють очищенню атмосфери. На додаток до цього, ґрунтові води району забруднені метил-трет-бутиловим ефіром з автозаправних станцій та іншими хімічними сполуками.
Все це змушує владу та населення штату Каліфорнія звертати увагу на зниження рівня викидів автомобілів. В останні роки завдяки використанню якіснішого моторного палива, а також удосконалених, у тому числі гібридних двигунів рівень забруднення став знижуватися. Попри ці кроки, Американська легенева асоціація у 2004 році визнала за низкою показників Лос-Анджелес містом з найбільш забрудненою атмосферою в США.

## Населення
Згідно з переписом 2010 року, у місті мешкала 3 792 621 особа в 1 318 168 домогосподарствах у складі 807 326 родин. Густота населення становила 2913 особи/км². Було 1413995 помешкань (1086/км²).
Расовий склад населення:
| - 49,8 % — білих - 11,3 % — азійців - 9,6 % — чорних або афроамериканців - 0,7 % — корінних американців - 0,1 % — вихідців з тихоокеанських островів - 23,8 % — осіб інших рас |

До двох чи більше рас належало 4,6 %. Іспаномовні складали 48,5 % від усіх жителів. У Лос-Анджелесі проживає одна з найбільших діаспор азійського та латиноамериканського населення серед міст США.
За даними на початок 2006 року, 42,2 % мешканців міста вважали за рідну англійську мову, 41,7 % — іспанську, 2,4 % — корейську, 2,3 % тагальську, 1,7 % вірменську, 1,5 % китайську (включаючи кантонську і Путунхуа) та 1,3 % перську мови.
За віковим діапазоном населення розподілялося таким чином: 23,1 % — особи молодші 18 років, 66,4 % — особи у віці 18—64 років, 10,5 % — особи у віці 65 років та старші. Медіана віку мешканця становила 34,1 року. На 100 осіб жіночої статі у місті припадало 99,2 чоловіків; на 100 жінок у віці від 18 років та старших — 97,6 чоловіків також старших 18 років.
Середній дохід на одне домашнє господарство становив 79 303 долари США (медіана — 50 205), а середній дохід на одну сім'ю — 88 654 долари (медіана — 54 939). Медіана доходів становила 39 592 долари для чоловіків та 38 945 доларів для жінок. За межею бідності перебувало 22,1 % осіб, у тому числі 32,2 % дітей у віці до 18 років та 16,2 % осіб у віці 65 років та старших.
Цивільне працевлаштоване населення становило 1 868 068 осіб. Основні галузі зайнятості: освіта, охорона здоров'я та соціальна допомога — 19,5 %, науковці, спеціалісти, менеджери — 13,9 %, мистецтво, розваги та відпочинок — 12,4 %.
21,1 % мешканців міста мали вищу освіту. За даними на початок 2006 року, у Лос-Анджелесі проживало 48 тисяч бездомних. Загальне число мешканців округу Лос-Анджелес, що не мають даху над головою, становила 82 тис. осіб.

## Економіка
Лос-Анджелес — найбільший промисловий центр США. Головними промисловими галузями, що забезпечують економічний розвиток міста, є міжнародна торгівля, теле- і кінопромисловість, військова, авіаційно-космічна, нафтопереробна, електротехнічна, автоскладальна, приладобудівна, харчова промисловість, фінанси, медицина, транспорт, туризм (у цій галузі зайнято до півмільйона осіб), а також індустрія розваг і культури.
Лос-Анджелес — місце організації низки великих міжнародних виставок.

## Транспорт

### Автомобільний транспорт

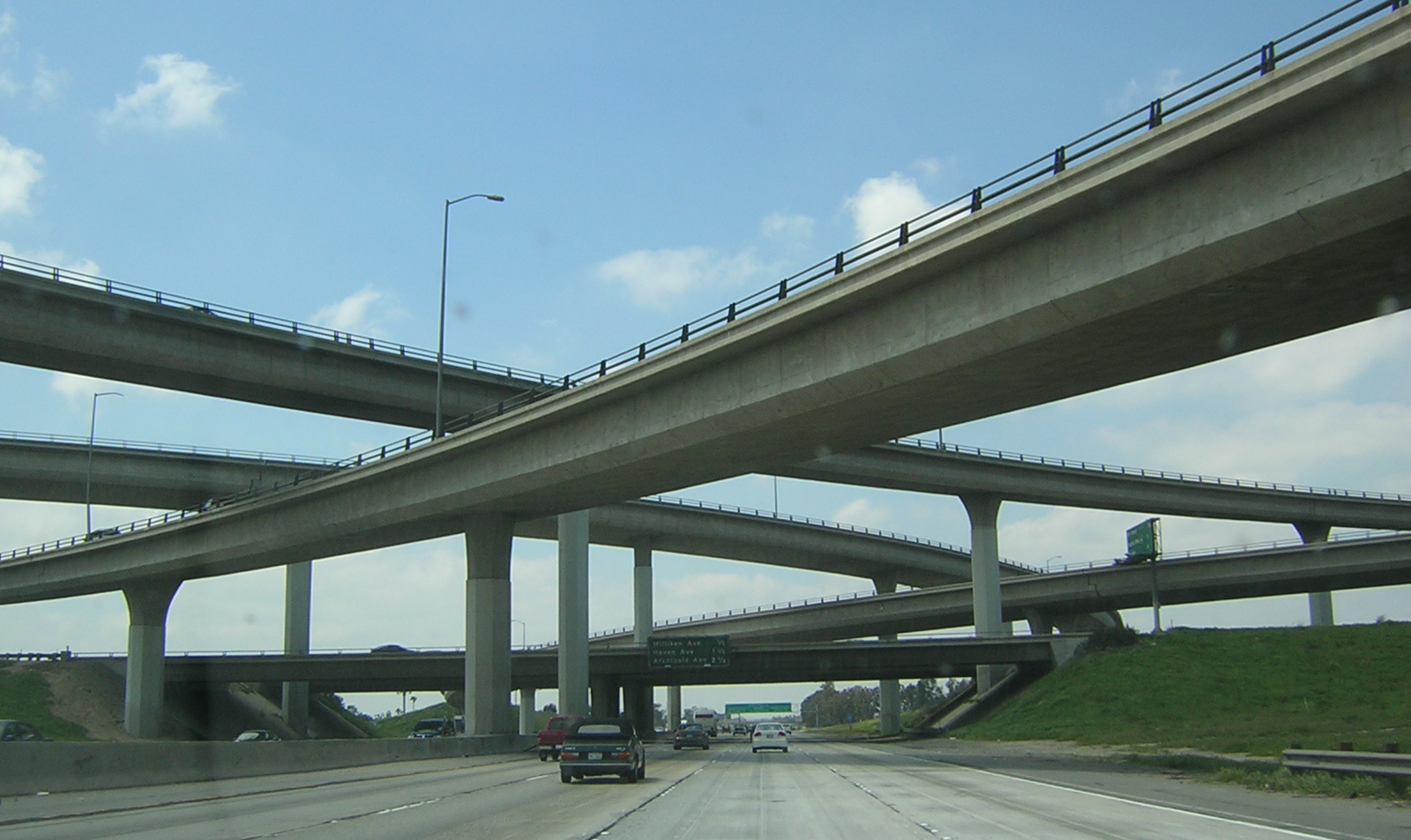
Розв'язка на перетині автодоріг I-10 та I-15.

Лос-Анджелес — найбільш автомобілізоване місто у світі: в ньому зареєстровано на 1,8 млн більше автомобілів, ніж ліцензованих водіїв. Щодня автомобілі в сукупності проїжджають по вулицях міста 160 мільйонів кілометрів (≈ 1,06 а.о). Лос-Анджелес має одну з найрозвиненіших у світі систем автомагістралей, багато з яких побудовані на естакадах. Перетини магістралей супроводжуються грандіозними транспортними розв'язками. Загалом місто має в основному прямокутне планування (вулиці витягнуті з півночі на південь і зі сходу на захід), ряд найбільших і найвідоміших вулиць носять назви бульварів.
У зв'язку з недостатнім фінансуванням багато вулиць Лос-Анджелеса покриті асфальтом невисокої якості, у якому бувають вибоїни. Але основною проблемою міського руху є дорожні затори: станом на 2009 рік, Транспортний інститут Техасу назвав Лос-Анджелес містом з найзавантаженішими дорогами (автомобіліст міста витрачає на стояння в заторах у середньому 63 години на рік, це третє місце в країні після Чикаго і Вашингтона, втім ще у 2005 році цей показник становив 72 години). Головна причина заторів — непристосованість забудови до обслуговування громадським транспортом, велика кількість приватних автомобілів, відсутність обмежень на їх використання в межах міста.
Автомагістралі I-5 та US-101, що проходять через Лос-Анджелес, пов'язують його з містами, що лежать на північ і на південь; I-10 служить для зв'язку з містами, що лежать на схід від Лос-Анджелеса.
Слід зазначити, що всупереч поширеній помилці, що в Лос-Анджелесі нібито ніхто не ходить пішки, багато вулиць центру міста, а також локальних центрів районів Лос-Анджелеса повні пішоходів. У таких районах переміщення пішки часто є набагато швидшим, ніж на автотранспорті через дорожні затори та проблеми з паркуванням. Міська адміністрація при узгодженні проєктів нового будівництва зараз вимагає обов'язкового включення до них автопарковок.

### Міський громадський транспорт

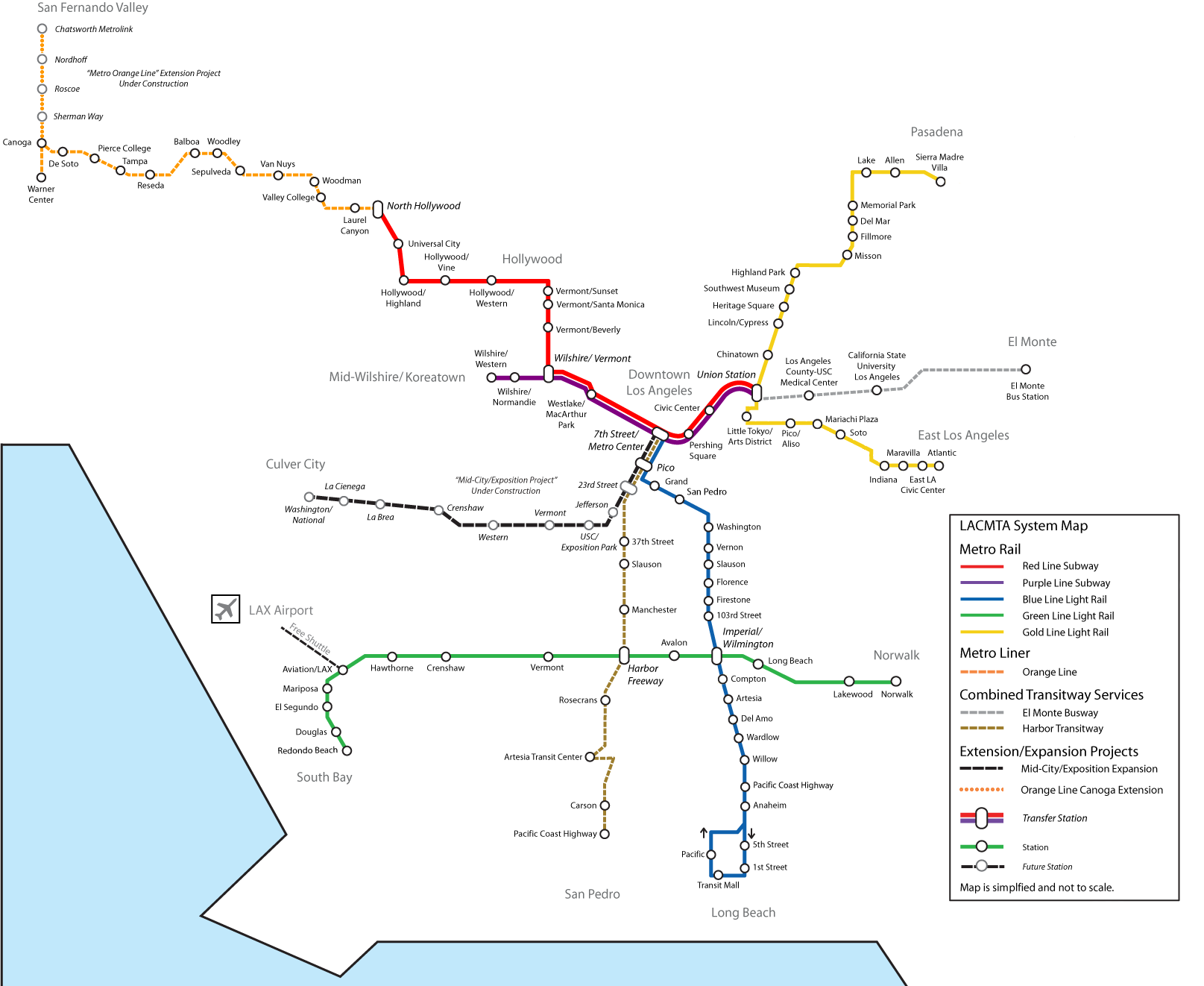
Мапа Лос-Анджелеського метрополітену.

Основними системами громадського транспорту в місті служать автобусна мережа, а також мережа рейкового транспорту, що включає лінії метрополітену і легкорейкового транспорту загальною протяжністю близько 120 км; це господарство знаходиться під управлінням державної компанії «Los Angeles County Metropolitan Transportation Authority» (зазвичай званої «Metro» або «MTA»). Рейкова система включає «червону» і «пурпурну» лінію підземки, «золоту», «синю» та «зелену» лінії надземної легкорейкової системи (у будівництві знаходиться також лінія «експо» легкорейкової системи). Також виділяється «помаранчева» лінія швидкісної автобусної системи. Загальна кількість щодня перевезених пасажирів оцінюється в 1,7 млн.

### Авіаційний транспорт

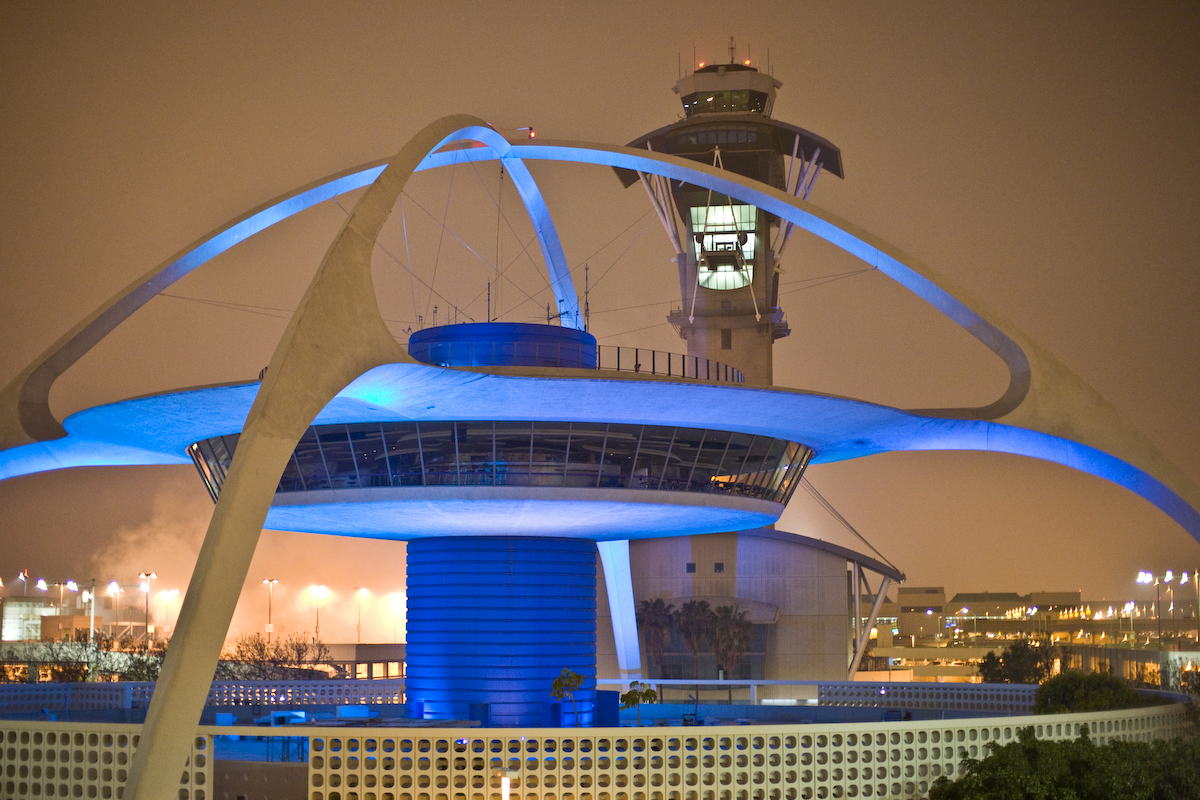
Міжнародний аеропорт Лос-Анджелеса.

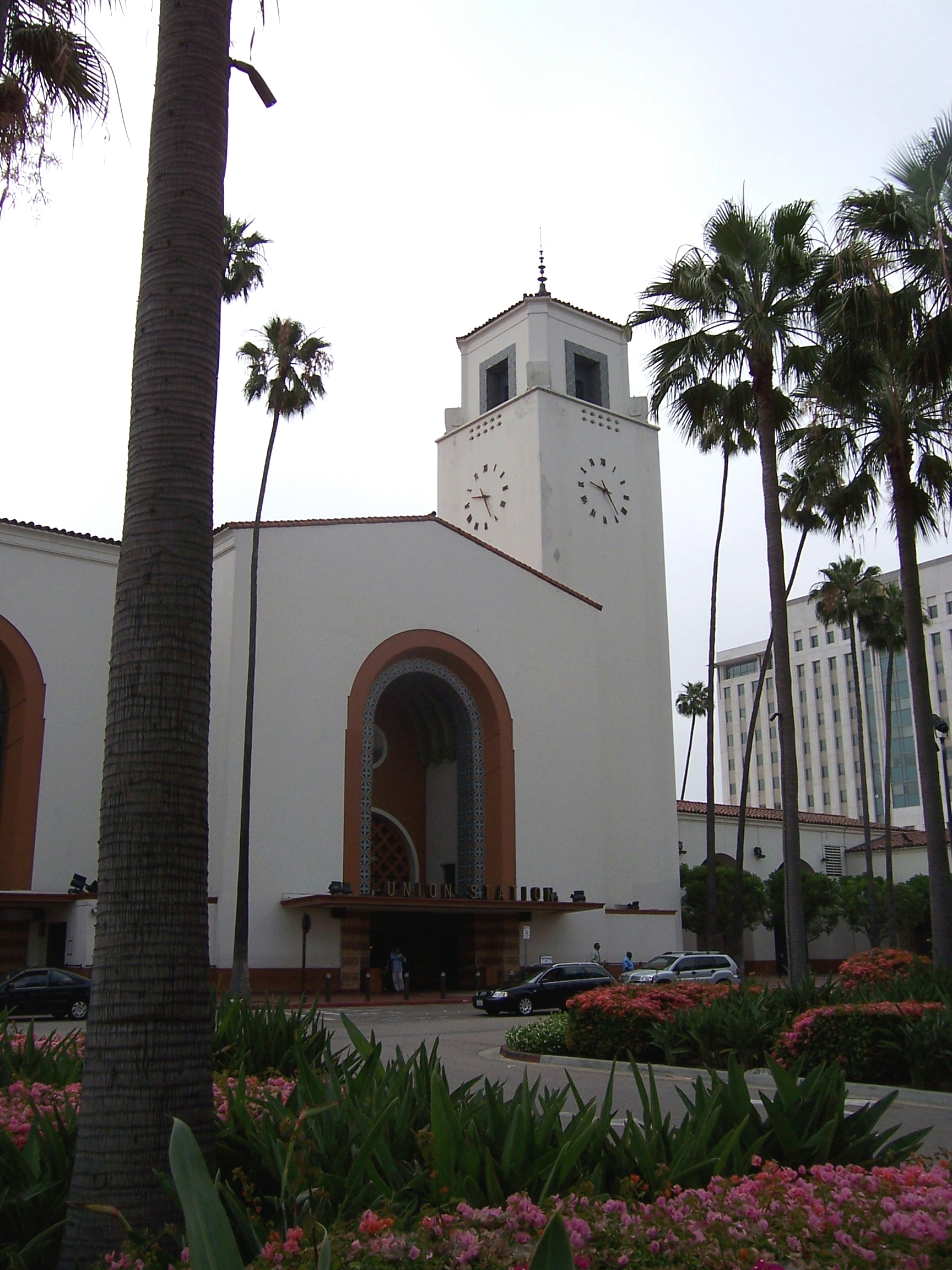
Головний вхід «Union Station».

Лос-Анджелесу належить світовий рекорд за кількістю аеропортів, що обслуговують місто. Повітряне сполучення Лос-Анджелеса виконується шістьма комерційними аеропортами, а також рядом невеликих аеродромів малої авіації.
Головним аеропортом міста є міжнародний аеропорт Лос-Анджелеса (IATA: LAX, ICAO: KLAX), що входить до десятки найбільших аеропортів світу за обсягами перевезень пасажирів. Крім нього, у місті також функціонує ще один міжнародний аеропорт — «Онтаріо». Також у місті розташовані аеропорти «Боба Хоупа», «Лонг-Біч», «Джона Вейна» та регіональний аеропорт «Палмадел».
Міжнародний аеропорт Лос-Анджелеса розташований в Санта-Моніці, на відстані 26 км від центру міста. Аеропорт бере свою історію з 1929 року. У цей час в аеропорті діє 9 пасажирських терміналів.
Основною авіакомпанією аеропорту є United Airlines, яка виконує 18,24 % від усіх рейсів, здійснюючи в день з цього аеропорту рейси у 61 напрямок. Крім 9 пасажирських терміналів, в аеропорті розташований великий вантажний термінал, а також вертолітний майданчик.

### Залізничний транспорт
Пасажирські залізничні перевезення в Лос-Анджелесі здійснюються компаніями «Amtrak» і «Metrolink» з історичного міського вокзалу «Union Station», побудованого в 1939 році. Вокзал споруджений в іспанському колоніальному стилі ар-деко. Автори проєкту — Джон Паркінсон та Дональд Паркінсон.
Незважаючи на великі розміри міста, цей вокзал є єдиним в Лос-Анджелесі. Причиною цьому стало те, що залізничне сполучення в США користується невеликою популярністю серед місцевих жителів і туристів, оскільки тарифи часто відповідають вартості авіаквитків.
У місті розташовано всього кілька залізничних станцій, тому залізничне сполучення не грає великої ролі в транспортній системі міста. Існує один єдиний міський маршрут протяжністю 25 км, що з'єднує центральний вокзал Лос-Анджелеса і невелике місто-супутник Пасадіна. На першій міській залізниці Лос-Анджелеса знаходиться 13 пасажирських станцій.

### Морський транспорт
Порти Лос-Анджелеса і Лонг-Біч разом утворюють найбільший у США портовий район, один з найбільших по вантажообігу у світі. Тут розташований п'ятий у світі за обігом контейнерний термінал (14200000 TEU у 2008 році). Популярні морські ворота Лос-Анджелеса і у пасажирських судноплавних компаній: 2009 року тут було обслуговано близько 800 тис. пасажирів морських круїзних суден (найбільший показник на Західному узбережжі США).
Також у межах міста і його околиць розташований ряд бухт, пристосованих для стоянки маломірних суден та яхт (Редондо-Бей, Марина-дель-Рей).

## Культура

### Музеї
- Лос-Анджелеський музей природної історії
- Музей мистецтв округу Лос-Анджелес (LACMA)
- Аерокосмічний музей Каліфорнії (Aerospace Museum of California)
- Музейний комплекс Бернгард (Bernhard Museum Complex)
- Музей ентомології Богарт (Bohart Museum of Entomology)
- Каліфорнійський музей автомобілів (California Automobile Museum)
- Каліфорнійський музей історії, жінок і мистецтв (California Museum for History, Women and the Arts)
- Каліфорнійський державний музей індіанців
- Каліфорнійський державний музей залізниці
- Музей мистецтв Крокер
- Тюремний музей Фолсом
- Історичний музей Сакраменто
- Музей Йосеміті
- Музей історичного товариства Західного Сакраменто
- Музей дитинства Сакраменто
- Музей Нортона Саймона

## Міське управління

### Злочинність і безпека

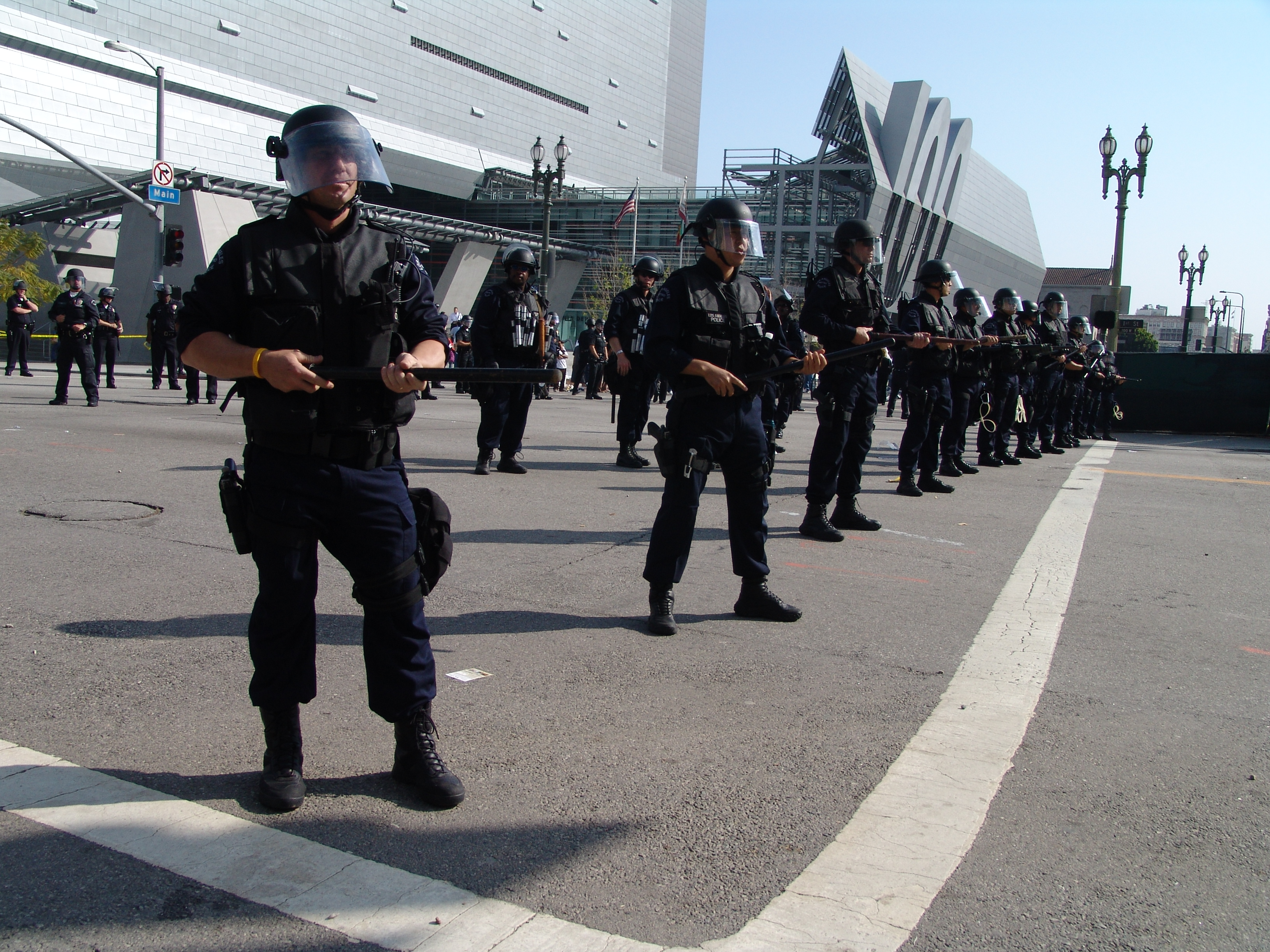
Лос-Анджелеська поліція у травні 2006 року.

Лос-Анджелес відчуває значне зниження рівня злочинності, починаючи із середини 1990-х років. У 2009 році було зареєстровано 314 вбивств, що є 50-річним мінімумом і становить менш як 7,85 вбивств на 100 тисяч жителів.
У 2016 році було зафіксовано 227 вбивств. В порівнянні з 2012 роком це на 20 % менше.

### Організована злочинність
Як і будь-який мегаполіс, Лос-Анджелес відчуває проблеми зі злочинністю. За даними департаменту поліції Лос-Анджелеса в місті існує 250 банд із загальною чисельністю понад 80 тисяч осіб. Найвідоміші банди: «Crips», «Bloods», «Hoovers», «Sureños», «Maravilla», «18th Street gang», «Mara Salvatrucha» та азійські вуличні банди. Через велику кількість злочинів і кримінальних організацій місто отримало прізвисько «Столиці Американських банд».

## Міжнародні зв'язки

### Міста-побратими

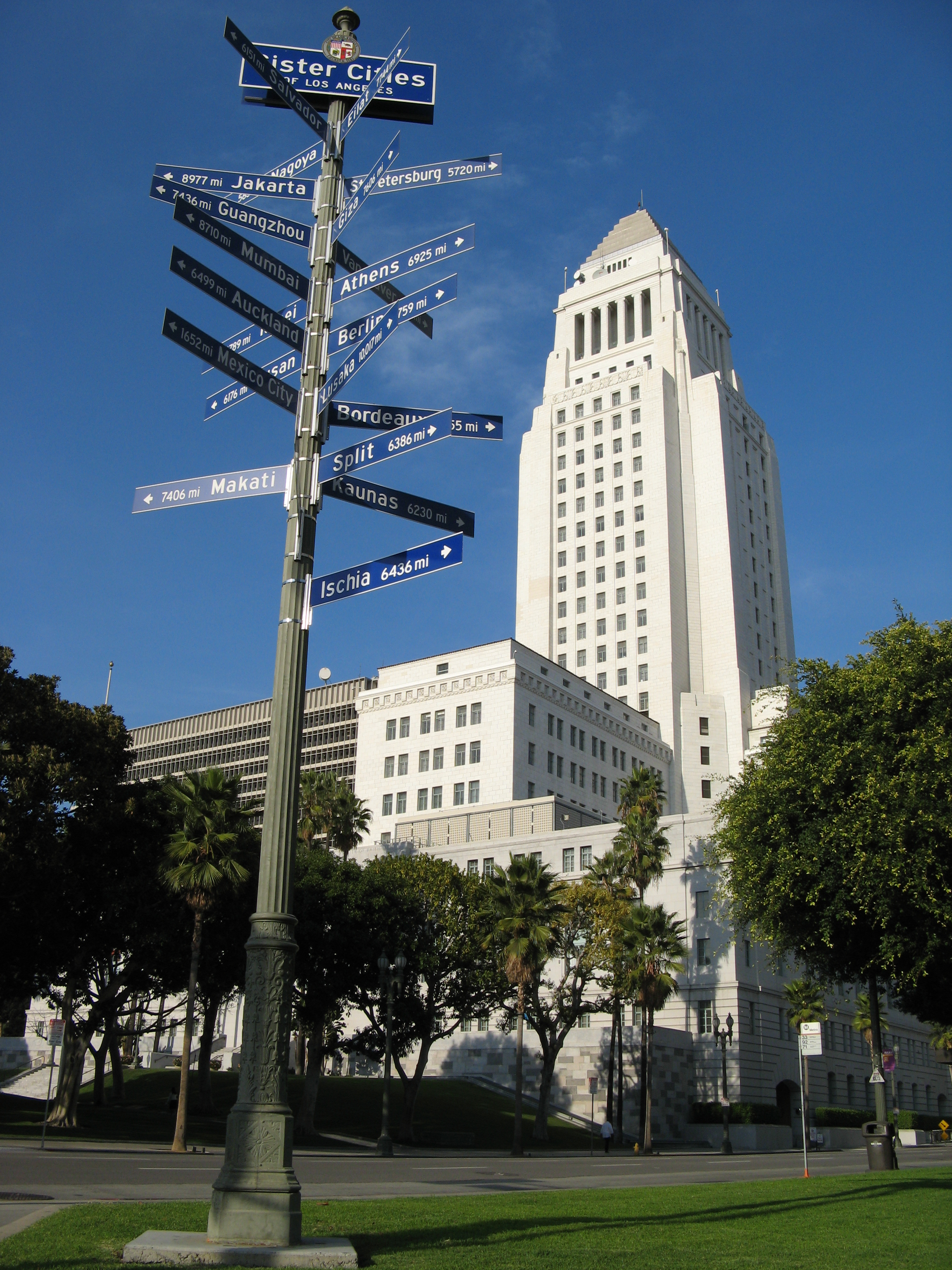
Покажчик напрямків на міста-побратими Лос-Анджелеса, з відстанями до них в милях.

Лос-Анджелес, як і багато сучасних міст має економічні, культурні та інші зв'язки з містами-побратимами. На сьогодні містами-побратимами Лос-Анджелеса є:
- Ейлат, Ізраїль (1959)
- Нагоя, Японія (1959)
- Салвадор, Бразилія (1962)
- Бордо, Франція (1964)
- Берлін, Німеччина (1967)
- Лусака, Замбія (1968)
- Мехіко, Мексика (1969)
- Окленд, Нова Зеландія (1971)
- Пусан, Південна Корея (1971)
- Мумбай, Індія (1972)
- Тегеран, Іран (1972)
- Тайбей, Тайвань, КНР (1979)
- Гуанчжоу, КНР (1981)
- Афіни, Греція (1984)
- Санкт-Петербург, Росія (1984)
- Ванкувер, Канада (1986)
- Гіза, Єгипет (1989)
- Джакарта, Індонезія (1990)
- Каунас, Литва (1991)
- Макаті, Філіппіни (1992)
- Спліт, Хорватія (1993)
- Сан-Сальвадор, Сальвадор (2005)
- Бейрут, Ліван (2006)
- Іск'я, Італія (2006)
- Єреван, Вірменія (2007)
- Лос-Анджелес також здійснює партнерство культурного обміну з Тель-Авівом, Ізраїль.[38]
- Лондон і Манчестер, Велика Британія, та  Лодзь, Польща «дружні міста».[39][40]

### Консульства
- Азербайджан — Генеральне консульство
- Вірменія — Генеральне консульство
- Ізраїль — Консульство
- Китай — Консульство
- Мексика — Консульство
- Туреччина — Консульство

## Персоналії
- Чарльз Рагглз (1886—1970) — американський актор
- Джек Окей (1889—1963) — американський артдиректор
- Мінта Дарфі (1889—1975) — американська актриса епохи німого кіно
- Адела Роджерс Сент-Джонс (1894—1988) — американська журналістка, письменниця і сценаристка
- Вівіан Едвардс (1896—1949) — американська акторка
- Мері Макаллістер (1909—1991) — американська кіноактриса
- Френсіс Ді (1909—2004) — американська акторка
- Вільям Альберт Генрі (1914—1982) — американський актор
- Лі Брекетт (1915—1978) — американська письменниця жанру наукової фантастики
- Мардж Чемпіон (1919—2020) — американська танцівниця та акторка
- Рей Гаррігаузен (1920—2013) — американський кінопродюсер, сценарист, постановник спецефектів
- Джекі Купер (1922—2011) — американський актор, телевізійний режисер і продюсер
- Глорія Грем (1923—1981) — американська акторка
- Мерилін Монро (1926—1962) — американська кіноакторка, модель, співачка
- Джеррі Голдсміт (1929—2004) — американський композитор і диригент, автор музики до більш ніж 250 телевізійних постановок та кінострічок
- Джон Гевін (1931—2018) — американський кіноактор
- Ейлін Бреннан (1932—2013) — американська акторка
- Джулі Ньюмар (* 1933) — американська акторка, співачка і танцівниця
- Річард Дерріл Занук (1934—2012) — американський кінопродюсер
- Річард Чемберлен (* 1934) — американський актор кіно і телебачення
- Джордж Такеї (* 1937) — американський актор
- Бо Бріджес (* 1941) — американський актор
- Том Манкієвіч (1942—2010 року) — американський сценарист, режисер та продюсер
- Міа Ферроу (* 1945) — американська акторка, співачка, модель
- Енн Арчер (* 1947) — відома американська акторка, продюсер та сценарист
- Джулія Кавнер (* 1950) — американська акторка
- Чарльз Бенд (* 1951) — американський режисер і продюсер фільмів жахів
- Джеймс Ньютон Говард (* 1951) — один із найталановитіших американських композиторів
- Денні Ельфман (* 1953) — американський музикант і композитор
- Джеймс Горнер (1953—2015) — американський композитор, диригент, автор музики до кінофільмів
- Енн Ремсі (* 1960) — американська акторка
- Дженніфер Джейсон Лі (* 1962) — американська акторка
- Джоді Фостер (* 1962) — американська акторка, кінорежисерка, продюсер
- Леонардо Ді Капріо (* 1974) — американський актор, кінопродюсер
- Сейдж Сталлоне (1976—2012) — американський актор, сценарист, кінопродюсер, кінорежисер, композитор
- Мадлен Керролл (* 1996) — американська кіноактриса.

### Українці
- Ольшанський Теофіл — член УВО, виконавець замаху на польського президента Войцеховського в 1924 році на протест проти окупації західних областей України Польщею. Помер у місті.
- Скегар Григорій — український громадський діяч і публіцист у Канаді і США. Помер у місті.